# Coutre (agriculture)
Pour les articles homonymes, voir Coutre.

Charrue simple portée
4. Coutre.

Le coutre est un élément de charrue ou plus rarement d'araire.
Les dents ouvreuses d'éléments enfouisseurs de semoir, planteuse, incorporateurs d'engrais et lisier sont aussi appelées coutres ou socs, le soc étant une pièce d'usure facilement remplaçable.

## Étymologie et symbolique

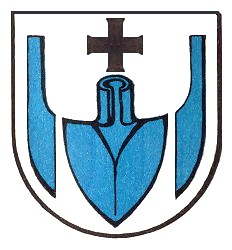
Blason de Heilbronn-Kirchhausen avec un soc à douille flanqué de deux coutres

Du latin culter : coutre de charrue, couteau. Le mot est lié à cultio : culture, agriculture ; culture. Le coutre est donc l'un des symboles de l'agriculture et à ce titre figure sur les blasons de certaines villes.

## Description
Le couteau ou le coutre tranche une bande de terre non labourée le long du sillon immédiatement avant qu'elle ne soit renversée sur le guéret par le soc et le versoir ; il ouvre le passage à ces éléments qui constituent la partie principale de la charrue ; il contribue à compenser la poussée latérale entraînée par le retournement de la terre. Le coutre est optionnel sur les charrues modernes, mais reste très employé.
On donne au coutre des formes très variées; quelquefois on le fait parfaitement droit, souvent on lui donne la forme d'une faucille ou même on le courbe dans le sens opposé en lui donnant une sorte de ventre. On croit faciliter son entrée dans le sol par le moyen de ces diverses formes mais comme la ligne courbe est plus longue que la ligne droite, il semble au contraire que la résistance en est augmentée et qu'un coutre droit est préférable. On utilise aussi des coutres circulaires (disques remplaçables).
Le coutre est en acier forgé d'une seule pièce et trempé au moins sur la partie travaillante pour limiter l'usure. À la différence de la rasette, il ne comporte pas de soc amovible. Lorsque la charrue comporte plusieurs corps de travail, on n'équipe parfois que le premier corps d'un coutre. Lorsque la charrue est équipée de rasettes, on peut rajouter ou non un coutre si la longueur de l'age le permet. Si la charrue ne comporte pas de coutre, une extension verticale du soc (coutre-aileron) peut en faire office.

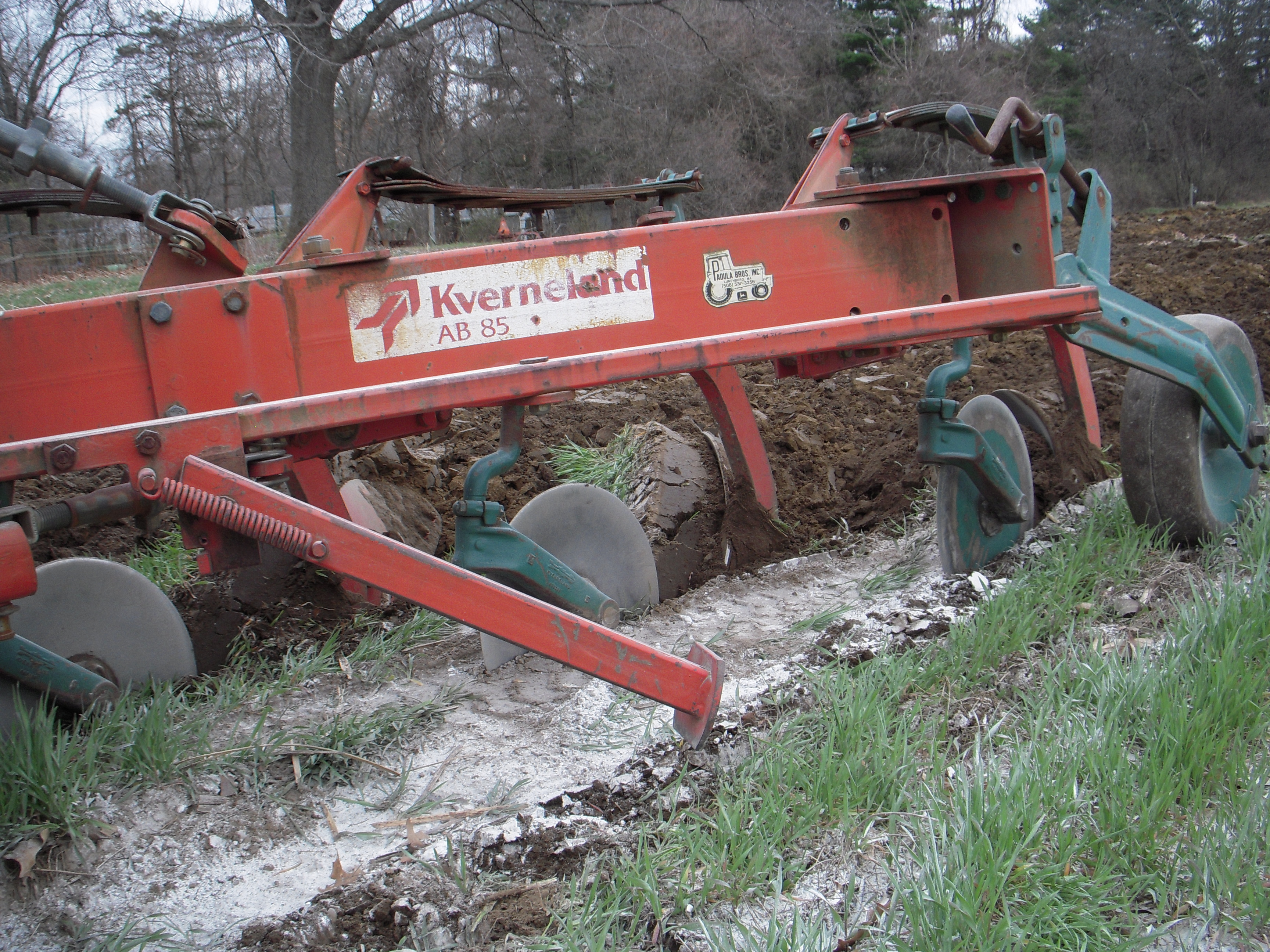
Charrue simple multicorps avec un coutre circulaire sur chaque corps.
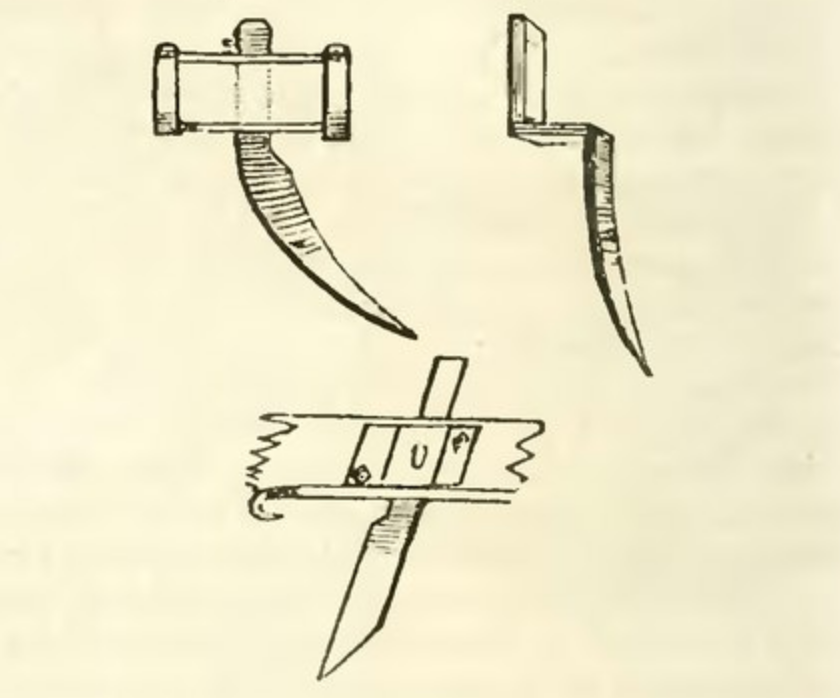
Coutres de différentes formes, XIXe siècle.
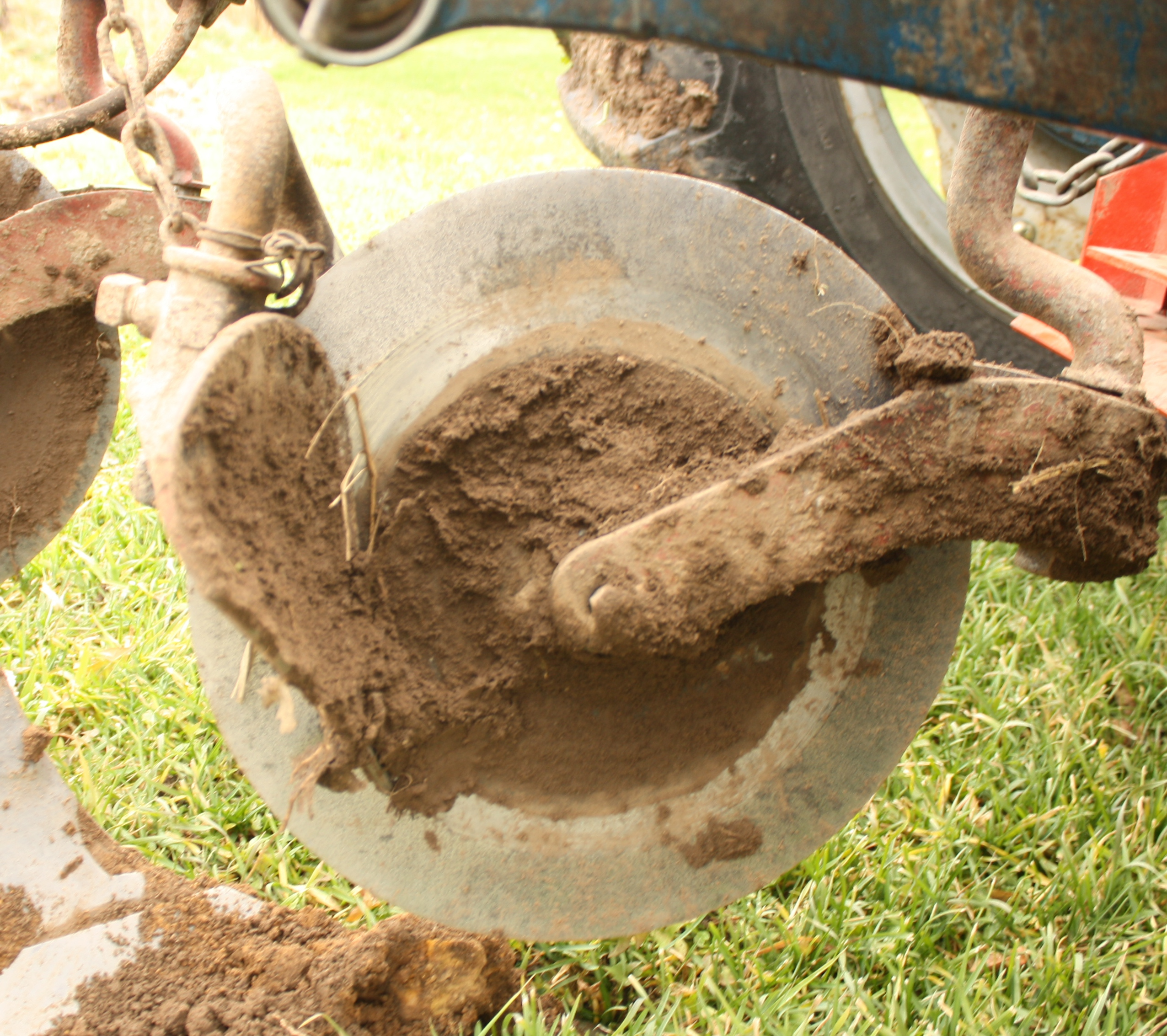
Coutre circulaire moderne avec son décrotteur à gauche sur une charrue Ferguson.
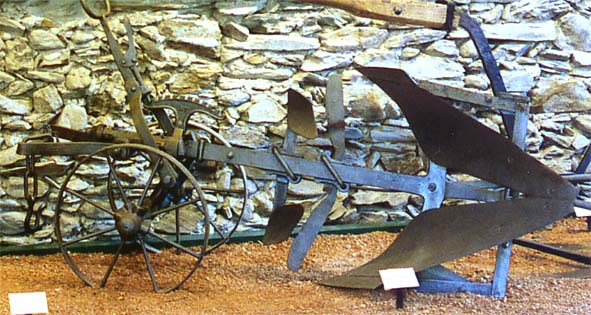
Charrue brabant avec rasettes et coutres.
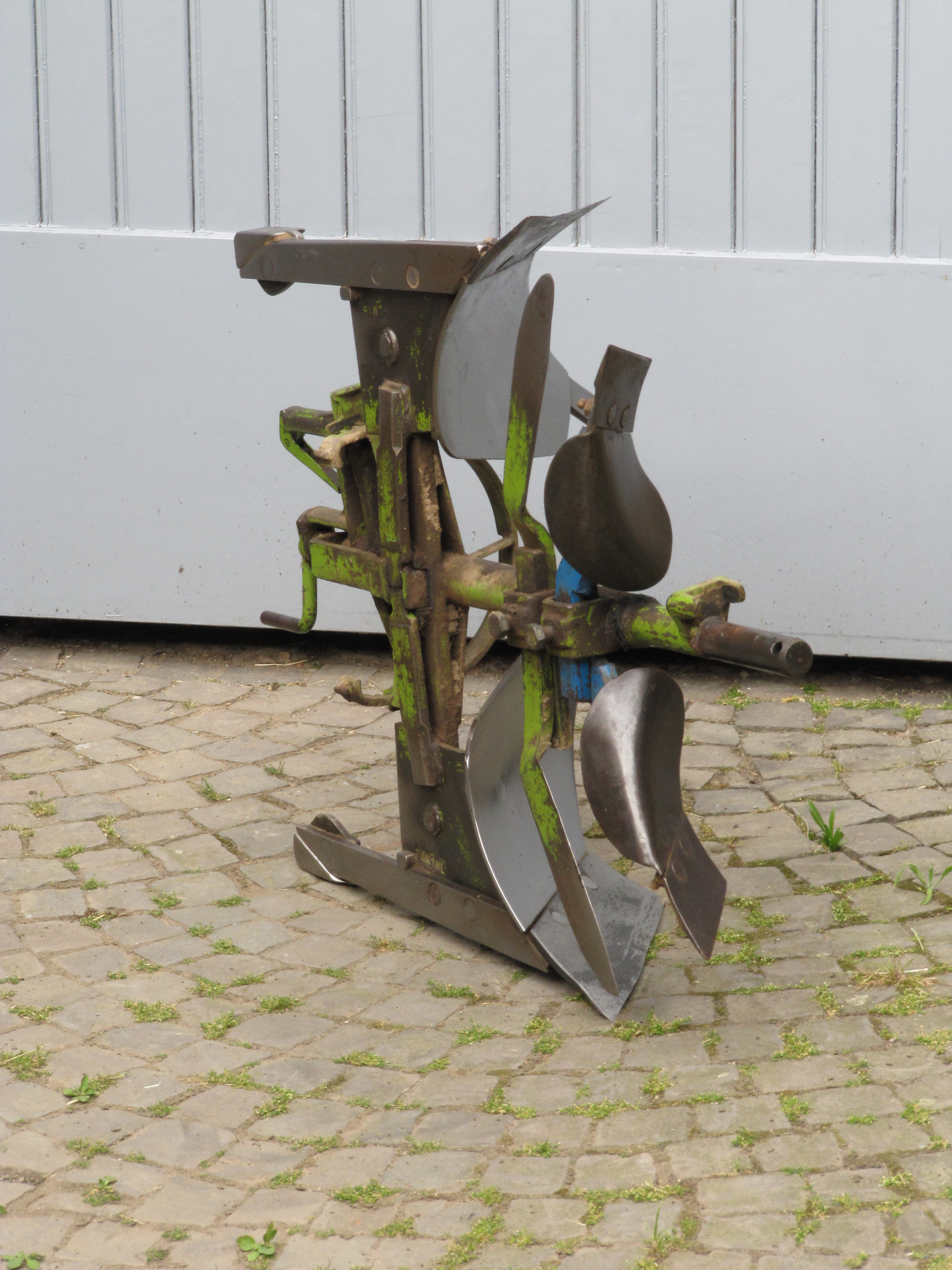
Corps de charrue brabant pour tracteur avec rasettes et coutres (en seconde position sur l'age).

## Histoire
D'après François Sigaut, la charrue avec coutre est apparue pour permettre le labour de terres engazonnées ou à structure tenace (donc plutôt en Europe du Nord) au tout début du Moyen-Âge ; le coutre est mentionné par Pline l'Ancien mais pourrait avoir été à ce moment-là un outil à lui seul distinct de l'araire. Selon André Marbach, on trouve des charrues à coutre dès le IIe siècle en Gaule Belgique.

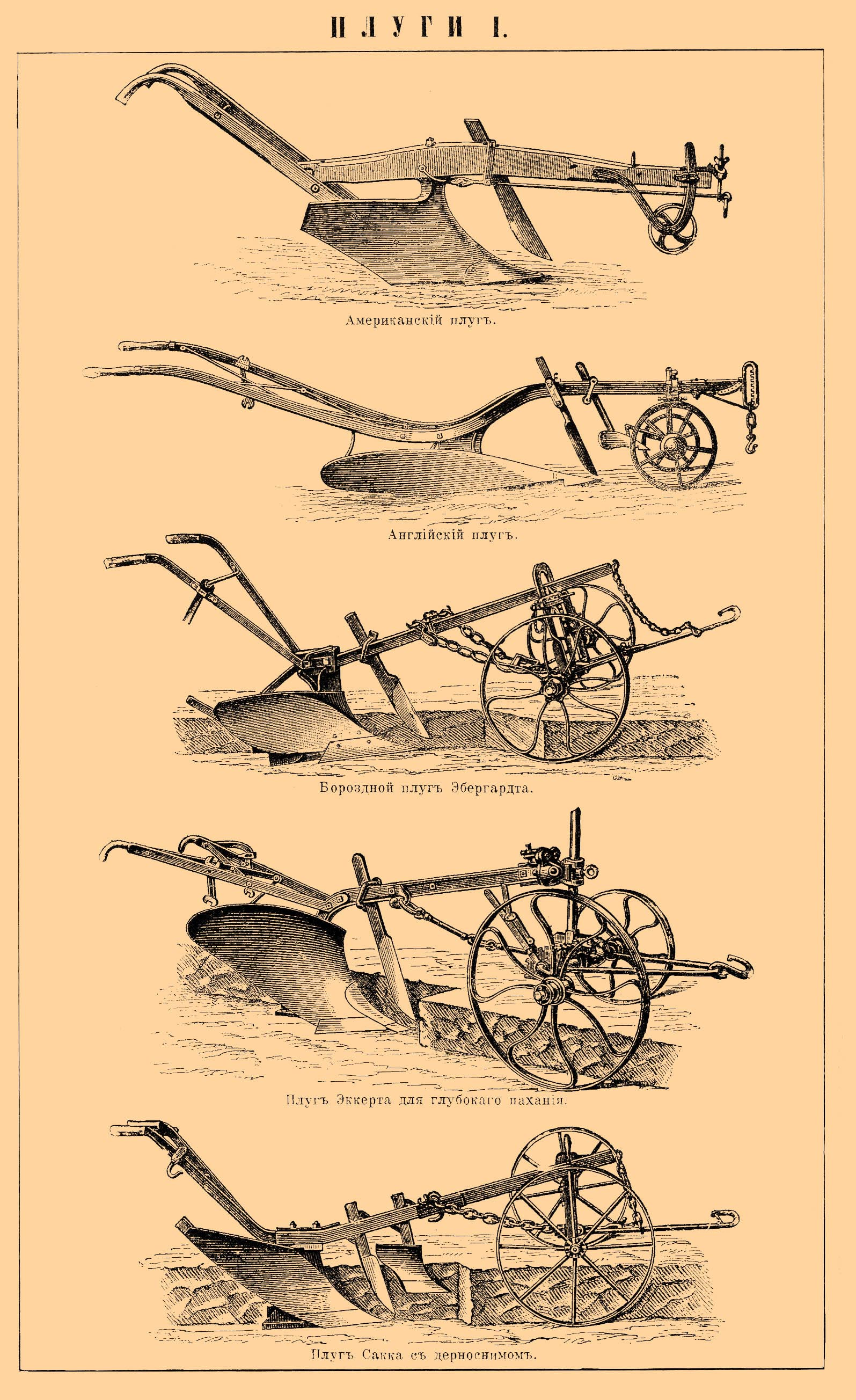
Charrues avec différents coutres, entre 1890 et 1907.

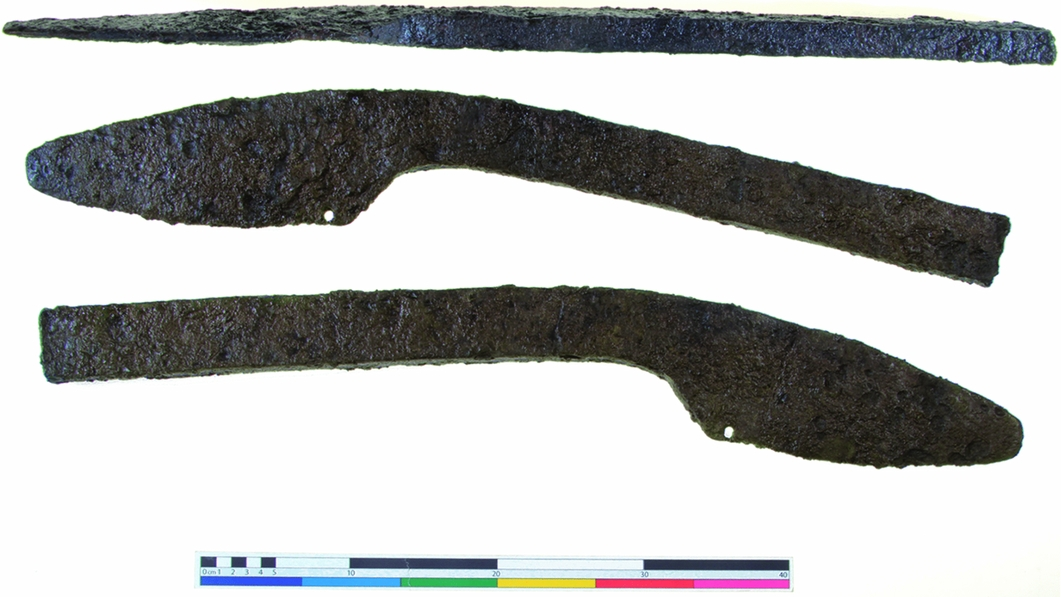
Le coutre découvert à Lyminge après nettoyage.

Le coutre n'a d'intérêt que s'il peut réellement découper la terre, il faut donc qu'il soit en fer ; son emploi se développe au début du Moyen-Âge en Europe du Nord (au nord de la Loire et des Alpes). Le coutre de bonne taille découvert à Lyminge dans le Kent et daté du VIIe siècle présente un état de conservation exceptionnel ; pour les auteurs c'est un indice de plus permettant d'envisager une diffusion précoce de la charrue lourde à versoir et coutre dans les Royaumes francs puis l'Empire carolingien.

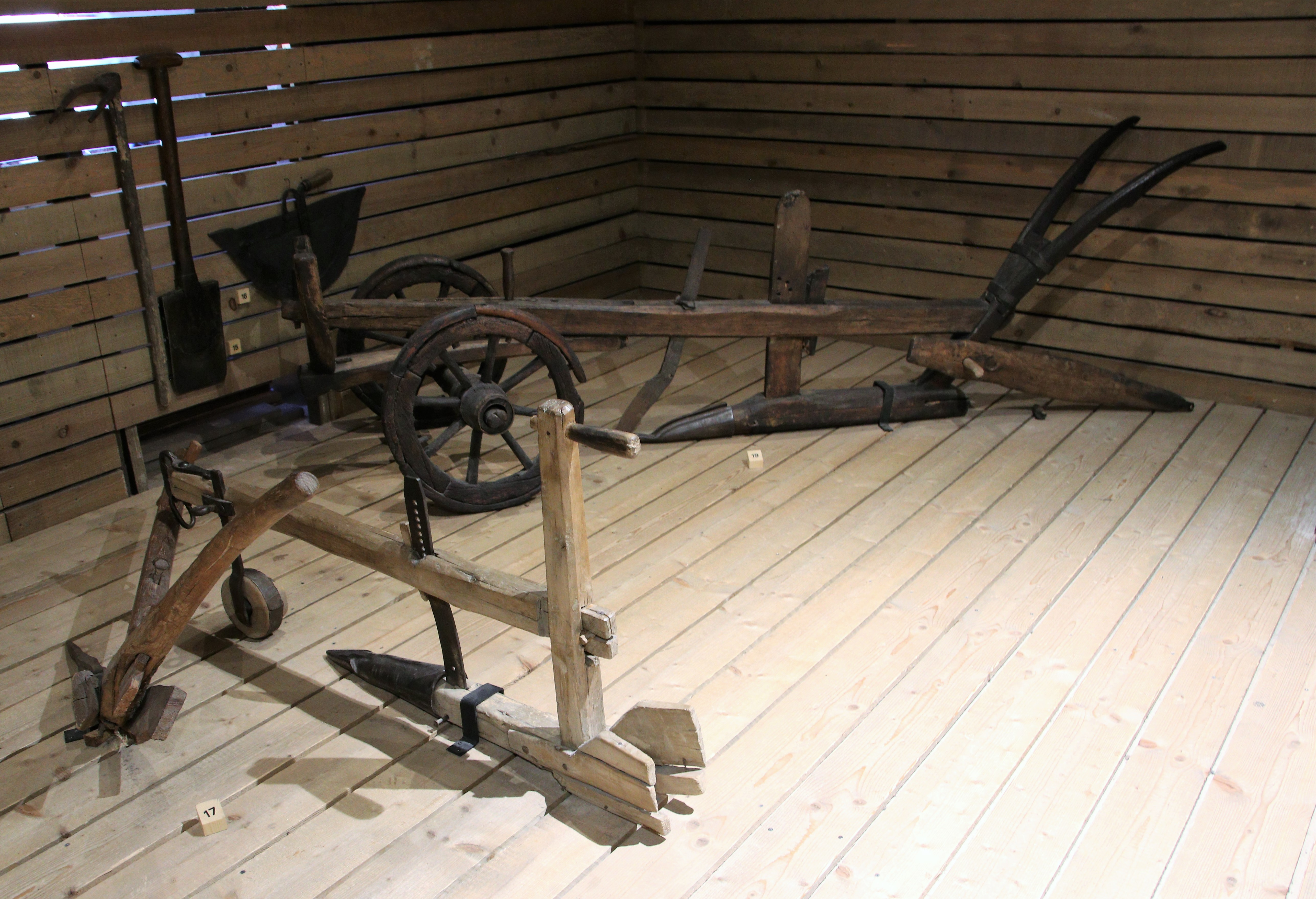
Araire et charrue au Musée dauphinois : l'instrument du fond (XVIII) qui peut être qualifié de charrue lourde, bien que le versoir soit rudimentaire, comporte un coutre classique en fer. L'araire au premier plan comporte un coutre en fer fixé à la fois sur l'age et le sep.

La reille utilisée concurremment au Moyen Âge remplaçait à la fois le coutre et le soc et était souvent la seule pièce en fer, le reste de la charrue, y compris le versoir, étant en bois ; la charrue lourde comporte idéalement un coutre en fer.
Depuis la seconde moitié du XXe siècle, le coutre est devenu optionnel sur les charrues. Plusieurs raisons l'expliquent :
- La charrue intervient généralement après déchaumage et destruction du feutrage superficiel,
- les charrues sont presque toujours équipées de rasettes découpant ce feutrage
- en cas de résidus de récolte importants, cannes et feuilles de maïs-grains par exemple, le coutre peut aggraver la tendance au bourrage des corps par la masse végétale[4],
- le versoir est devenue une pièce plus solide en acier résistant, parfois munie d'une étrave[10], dont l'arête est capable de découper verticalement la terre.
- le coutre-aileron est maintenant couramment utilisé, ce qui était difficile autrefois lorsque socs et coutres devaient être rebattus et retrempés par le forgeron, jusque dans les années 1960. Il est en effet compliqué de battre efficacement une pièce s'inscrivant sur plusieurs plans[4]. Aujourd'hui les agriculteurs peuvent souder directement un aileron sur un soc ou un contre-sep ou encore remplacer simplement l'ensemble.

Il est parfois utilisé seulement sur le premier corps car celui-ci supporte un effort plus élevé lors du premier enreillage de la charrue.